# Harrison Reed (Politiker)
Harrison Jackson Reed (* 26. August 1813 in Littleton, Middlesex County, Massachusetts; † 25. Mai 1899 in Jacksonville, Florida) war ein US-amerikanischer Politiker und von 1868 bis 1873 der 9. Gouverneur des Bundesstaates Florida.

## Frühe Jahre und politischer Aufstieg
Harrison Reed wuchs in Massachusetts auf und zog im Jahr 1836 nach Milwaukee, wo er journalistisch tätig wurde. Er gab mehrere Zeitungen heraus und war auch an der Gründung der Stadt Neenah beteiligt. Im Jahr 1861 zog er nach Washington, D.C. und erhielt dort eine Anstellung beim US-Finanzministerium, die er bis 1863 behielt. In diesem Jahr ernannte ihn Präsident Abraham Lincoln zum Steuerbeauftragten für Florida. Seine Hauptaufgabe war die Verwaltung von beschlagnahmtem konföderiertem Eigentum. Diese Aufgabe übte er bis 1865 aus; sie konnte aufgrund des laufenden Bürgerkriegs nur unter Militärschutz in besetzten Gebieten ausgeführt werden. Präsident Andrew Johnson ernannte ihn 1865 nach dem Krieg zum Postverwalter von Florida. Im Jahr 1868 war in Florida eine neue Verfassung in Kraft getreten. Unter den Bestimmungen dieser Verfassung bewarb sich Reed für die Republikanische Partei um das Amt des Gouverneurs. Er schaffte den Wahlsieg und wurde somit der erste republikanische Gouverneur dieses Staates.

## Gouverneur von Florida
Eigentlich hätte seine Amtszeit bereits am 8. Juni 1868 beginnen sollen. Er musste sich aber noch bis zum 4. Juli gedulden. An diesem Tag erklärte der Kommandeur der für diesen Bereich zuständigen US-Truppen sowohl die Verfassung als auch die Gouverneurswahl für gültig. Somit begann Reeds Amtszeit am 4. Juli 1868, dem amerikanischen Nationalfeiertag. Seine Aufgabe als Gouverneur war nicht einfach. Zum einen bestand die militärische Besatzung weiter, zum anderen musste er eine zivile Verwaltung aufbauen, die Finanzen des Staates in Ordnung bringen und ein neues Steuersystem einführen. Damit war er recht erfolgreich. Die Eingliederung der schwarzen Bevölkerung in die Gesellschaft war eine weitere Herausforderung. In diesem Sinne ernannte er mit Jonathan Gibbs den ersten Afroamerikaner zu seinem Staatssekretär, der außerdem einen Offiziersrang in der Miliz erhielt, im damaligen Süden ein gewagtes Unternehmen. Entsprechend musste er sich mit einer starken Opposition auseinandersetzen. Diese kam nicht nur aus den Reihen der Demokratischen Partei, sondern auch von einem Flügel seiner eigenen Republikaner, unter ihnen sein Vizegouverneur William Gleason. Zweimal unternahm die Opposition erfolglose Anläufe, den Gouverneur seines Amtes zu entheben.

## Weiterer Lebenslauf
Reeds Amtszeit endete am 7. Januar 1873. Er zog sich zunächst auf seine Farm zurück und wurde dann wieder journalistisch tätig, indem er eine Lokalzeitung herausgab. Präsident Benjamin Harrison ernannte ihn 1889 zum Leiter der Postverwaltung der Stadt Jacksonville. Diese Position hatte er bis 1893 inne. Danach war er bis zu seinem Tod im Jahr 1899 Abgeordneter im Repräsentantenhaus von Florida. Harrison Reed war zweimal verheiratet und hatte insgesamt drei Kinder.